# Ismael Tajouri
Ismael Tajouri-Shradi (Berna, 28 marzo 1994) è un calciatore libico, centrocampista dell'Al-Shawehly.

## Carriera

### Club
Ha iniziato la sua carriera calcistica nell'accademia dell'Austria Vienna; per poi dal 2011 fino al 2013 iniziare a giocare per la seconda squadra militante nella terza divisione nazionale.
Nel 2014 passa in prestito biennale al Altach, militante al tempo in 2.liga.
Dopo 2 anni di prestito, ritorna all'Austria Vienna per giocare definitivamente in prima squadra, dove giocherà anche la Europa League.
Nel 2018 viene acquistato dai New York City; dove nel suo primo anno realizzerà ben 11 reti; secondo bomber della squadra dietro a David Villa con 14 reti. Nel 2021 si laurea campione di MLS con i New York City.
Il 14 dicembre 2021 passa con la formula del draft al neoammesso club in MLS, Charlotte; per poi passare sempre lo stesso giorno ai Los Angeles FC per circa 400.000$.

## Statistiche

### Cronologia presenze e reti in nazionale
Aggiornato al 17 giugno 2023

| Cronologia completa delle presenze e delle reti in nazionale ― Libia | Cronologia completa delle presenze e delle reti in nazionale ― Libia | Cronologia completa delle presenze e delle reti in nazionale ― Libia | Cronologia completa delle presenze e delle reti in nazionale ― Libia | Cronologia completa delle presenze e delle reti in nazionale ― Libia | Cronologia completa delle presenze e delle reti in nazionale ― Libia | Cronologia completa delle presenze e delle reti in nazionale ― Libia | Cronologia completa delle presenze e delle reti in nazionale ― Libia |
| Data                                                                 | Città                                                                | In casa                                                              | Risultato                                                            | Ospiti                                                               | Competizione                                                         | Reti                                                                 | Note                                                                 |
| -------------------------------------------------------------------- | -------------------------------------------------------------------- | -------------------------------------------------------------------- | -------------------------------------------------------------------- | -------------------------------------------------------------------- | -------------------------------------------------------------------- | -------------------------------------------------------------------- | -------------------------------------------------------------------- |
| 8-9-2018                                                             | Durban                                                               | Sudafrica                                                            | 0 – 0                                                                | Libia                                                                | Qual. Coppa d'Africa 2019                                            | -                                                                    | 87’                                                                  |
| 13-10-2018                                                           | Uyo                                                                  | Nigeria                                                              | 4 – 0                                                                | Libia                                                                | Qual. Coppa d'Africa 2019                                            | -                                                                    | 64’                                                                  |
| 16-10-2018                                                           | Sfax                                                                 | Libia                                                                | 2 – 3                                                                | Nigeria                                                              | Qual. Coppa d'Africa 2019                                            | -                                                                    | 64’                                                                  |
| 24-3-2019                                                            | Sfax                                                                 | Libia                                                                | 1 – 2                                                                | Sudafrica                                                            | Qual. Coppa d'Africa 2019                                            | -                                                                    | 56’                                                                  |
| 24-3-2023                                                            | Tunisi                                                               | Tunisia                                                              | 3 – 0                                                                | Libia                                                                | Qual. Coppa d'Africa 2023                                            | -                                                                    | 30’                                                                  |
| 28-3-2023                                                            | Bengasi                                                              | Libia                                                                | 0 – 1                                                                | Tunisia                                                              | Qual. Coppa d'Africa 2023                                            | -                                                                    | 54’                                                                  |
| Totale                                                               |                                                                      | Presenze                                                             | 6                                                                    |                                                                      | Reti                                                                 | 0                                                                    |                                                                      |

## Palmarès

### Club

#### Competizioni nazionali
- Campionato MLS: 1

New York City: 2021
- Coppa di Cipro: 1

Omonia: 2022-2023